# 이본 패럴
이본 패럴(영어: Yvonne Farrell , 1951년 ~ )은 아일랜드의 건축가이다. 2020년 3월 동료인 셸리 맥너마라와 함께 프리츠커상을 수상하였다. 2004년 자하 하디드에 이은 두 번째 여성 수상자이며, 2010년 세지마 가즈요와 2017년 카르메 피겜에 이은 세 번째 공동 수상 사례이다. 더블린의 노스킹스트리트 공동주택(2000), 페루 리마의 공업기술대(UTEC) 캠퍼스(2015)가 그녀들의 대표적 건축물이다.